# Einar Lundborg
Albert Paul Muni Einar Lundborg (Calcutta, 5 aprile 1896 – Linköping, 27 gennaio 1931) è stato un ufficiale e aviatore svedese.

## Biografia
Nato a Calcutta, figlio di un missionario svedese, studiò presso il liceo classico di Uppsala e poi presso l'accademia militare di Stoccolma. Nel 1914 entrò a far parte dell'esercito svedese, mentre il 15 marzo 1918 si arruolò come volontario per prendere parte alla Guerra civile finlandese.
Ritornato in Svezia partì, il 12 febbraio 1919, per partecipare alla Guerra d'indipendenza estone. Nel 1928 recuperò Umberto Nobile dopo l'incidente del dirigibile Italia che era stato individuato con la tenda rossa dal pilota italiano Umberto Maddalena a nord dello Spitsbergen. In seguito fu promosso a capitano della Svenska flygvapnet.
Morì durante un volo di prova a Malmslätt nel 1931, e venne sepolto a Linköping.